# 1948 en science-fiction
| Années de la science-fiction : 1945 - 1946 - 1947 - 1948 - 1949 - 1950 - 1951    |
| Décennies de la science-fiction : 1910 - 1920 - 1930 - 1940 - 1950 - 1960 - 1970 |

L'année 1948 a été marquée, en matière de science-fiction, par les événements suivants.

## Naissances et décès

### Naissances
- 29 février : Patricia A. McKillip, écrivain américaine.
- 4 avril : Dan Simmons, écrivain américain.
- 28 avril : Terry Pratchett, écrivain britannique, mort en 2015.
- 28 juin :  Michael Blumlein, écrivain américain, mort en 2019.
- 25 juillet : Brian Stableford, écrivain britannique, mort en 2024.
- 2 août : Robert Holdstock, écrivain britannique, mort en 2009.
- 28 août : Vonda McIntyre, écrivain américaine, morte en 2019.
- 20 septembre : George R. R. Martin, écrivain américain.
- 30 novembre : Miquel Barceló García, écrivain espagnol, mort en 2021.

### Décès
- 15 juin : J.-H. Rosny jeune, écrivain belge, mort à 88 ans.

## Prix de science-fiction
La plupart des prix littéraires de science-fiction actuellement connus n'existaient alors pas.

## Parutions littéraires

### Romans
- Le diable l'emporte par René Barjavel.
- La Patrouille de l'espace par Robert A. Heinlein.

### Recueils de nouvelles et anthologies
- Out of the Unknown par A. E. van Vogt et Edna Mayne Hull.

### Nouvelles
- L'Étrange Cas de John Kingman par Murray Leinster.
- L'Homme qui apparut par H. Beam Piper.
- Il n'y a pas de défense par Theodore Sturgeon.
- Le Monstre par A. E. van Vogt.
- Un coup à la porte par Fredric Brown.
- Seule une mère… par Judith Merril.